# Orkest van de Achttiende Eeuw
Het Orkest van de Achttiende Eeuw is een Nederlands symfonieorkest gespecialiseerd in het spelen van oude muziek en muziek uit de klassieke periode. Het orkest is opgericht in 1981 door dirigent, fluitist en blokfluitist Frans Brüggen en violiste Lucy van Dael.
Het orkest bestaat uit een kleine 60 musici afkomstig uit veel verschillende landen, die allen spelen op authentieke instrumenten of hedendaagse kopieën ervan. Wat betreft opzet en grootte benadert het orkest de meest luxueuze "klassieke" orkesten uit de 18e en 19e eeuw in Londen, Parijs en Wenen.
Het orkest stelt zich ten doel de muziek van componisten als Joseph Haydn, Wolfgang Amadeus Mozart, Ludwig van Beethoven, Henry Purcell, Johann Sebastian Bach en Jean-Philippe Rameau en andere 18e- en 19e-eeuwse componisten uit te voeren.
Het orkest is veelvuldig op tournee geweest en maakte een groot aantal cd-opnamen met Philips Classics, dan Glossa. Voor verschillende opnamen ontving het orkest internationale prijzen. In 2010 kreeg het orkest de Prins Bernhard Cultuurfonds Prijs. In 2018 werd de  VSCD-prijs "De Ovatie" aan het orkest toegekend.
In augustus 2014 overleed Frans Brüggen zodat het orkest afscheid moest nemen van zijn oprichter, maar zijn inspiratie blijft leven in het orkest. Het blijft de traditie trouw om vijf projecten per jaar te doen met gastdirigenten.